# Le Caire
Le Caire – miejscowość i gmina we Francji, w regionie Prowansja-Alpy-Lazurowe Wybrzeże, w departamencie Alpy Górnej Prowansji.

## Demografia
Według danych na rok 1990 gminę zamieszkiwało 85 osób, a gęstość zaludnienia wynosiła 5 osób/km². W styczniu 2015 r. Le Caire zamieszkiwały 64 osoby, przy gęstości zaludnienia wynoszącej 3,6 osób/km².